# Jon Sallinen
Jon Sallinen (* 13. November 2000 in Vantaa, Uusimaa) ist ein finnischer Freestyle-Skier. Er ist weitgehend auf die Freeski-Disziplin Halfpipe spezialisiert und gewann bei den Weltmeisterschaften 2023 die Silbermedaille.

## Biografie
Jon Sallinen absolvierte einen Tag vor seinem 15. Geburtstag im Skigebiet Glacier 3000 seinen ersten FIS-Wettkampf. Im Januar 2017 gab er in St. Anton im Big Air sein Debüt im Europacup. Ein erstes Spitzenresultat gelang ihm zwei Monate später als Slopestyle-Vierter in Pec pod Sněžkou. Bei den darauffolgenden Juniorenweltmeisterschaften in Chiesa in Valmalenco belegte er in derselben Disziplin Platz 22. In den folgenden Jahren bestritt er eine Mischung aus Slopestyle- und Halfpipe-Wettbewerben und erreichte als beste Ergebnisse drei Podestplätze im Nor-Am Cup. Danach spezialisierte er sich zunehmend auf seine stärkste Disziplin Halfpipe.
Am 13. Dezember 2019 gab Sallinen in Copper Mountain sein Debüt im Freestyle-Skiing-Weltcup. Im März 2021 gelang ihm am selben Ort ein Prestigeerfolg, als er sich bei den US-Meisterschaften gegen die Konkurrenz durchsetzte. Bei seinen ersten Weltmeisterschaften in Aspen kam er hingegen nicht über Rang 19 hinaus. Sein erstes Spitzenergebnis im Weltcup schaffte er zu Beginn des folgenden Winters als Sechster in Calgary. Bei den Olympischen Spielen von Peking startete er vielversprechend in seinen Qualifikationslauf, kollidierte dann aber mit einem Kameramann und belegte schließlich den 23. und letzten Platz. In der Saison 2022/23 gelang Sallinen der Durchbruch an die absolute Weltspitze. Nach Rang fünf beim Weltcup-Auftakt in Copper Mountain feierte er in Calgary seinen ersten Weltcupsieg und belegte in der Halfpipe-Disziplinenwertung Rang vier. Bei den X-Games in Aspen gewann er die Bronzemedaille in der Superpipe, bei den Weltmeisterschaften in Bakuriani hinter Brendan MacKay die Silbermedaille.

## Erfolge

### Olympische Spiele
- Peking 2022: 23. Halfpipe

### Weltmeisterschaften
- Aspen 2021: 19. Halfpipe
- Bakuriani 2023: 2. Halfpipe

### Weltcupwertungen
| Saison  | Gesamt | Gesamt | Halfpipe | Halfpipe | Park & Pipe | Park & Pipe |
| Saison  | Platz  | Punkte | Platz    | Punkte   | Platz       | Punkte      |
| ------- | ------ | ------ | -------- | -------- | ----------- | ----------- |
| 2019/20 | 244.   | 1,4    | 45.      | 7        | –           | –           |
| 2021/22 | –      | –      | 18.      | 64       | 49          | 64          |
| 2022/23 | –      | –      | 4.       | 181      | 8.          | 181         |
| 2023/24 | –      | –      | 3.       | 230      | 7.          | 245         |

### Weltcupsiege
| Datum           | Ort     | Land   | Disziplin |
| --------------- | ------- | ------ | --------- |
| 19. Januar 2023 | Calgary | Kanada | Halfpipe  |

### Juniorenweltmeisterschaften
- Chiesa in Valmalenco 2017: 22. Slopestyle

### Weitere Erfolge
- Sieg bei den US-Meisterschaften in der Halfpipe 2021
- 3 Podestplätze im Nor-Am Cup
- Superpipe-Bronze bei den X-Games 2023
- 1 Sieg in einem FIS-Wettkampf